# Meentweg 37
Meentweg 37 is een rijksmonument aan de Meentweg in Eemnes in de provincie Utrecht.
De langhuisboerderij werd gebouwd voor 1850. Het jaartal 1864 van de gevelankers verwijst naar een grondige verbouwing. Het rieten zadeldak heeft aan de zuidzijde een vlak met Hollandse dakpannen. Het regenwater dat hier afliep werd gebruikt als drink- en waswater doordat het grondwater van Eemnes daarvoor ongeschikt was.
Langs de gevelrand zijn vlechtingen gemetseld.